# Tinia Valles
Tinia Valles é um antigo vale no quadrângulo de Memnonia em Marte, localizado a 4.7° latitude sul e 149° longitude oeste.  Sua extensão é de 18.7 km e recebeu um nome clássico de um rio na Itália.   Tinia Valles possui várias riscas escuras em suas paredes.  Acredita-se geralmente que essas formações sejam causadas por avalanches de uma fina camada de poeira clara que costuma cobrir a superfície escura por baixo.